# Irma Ortega Pérez

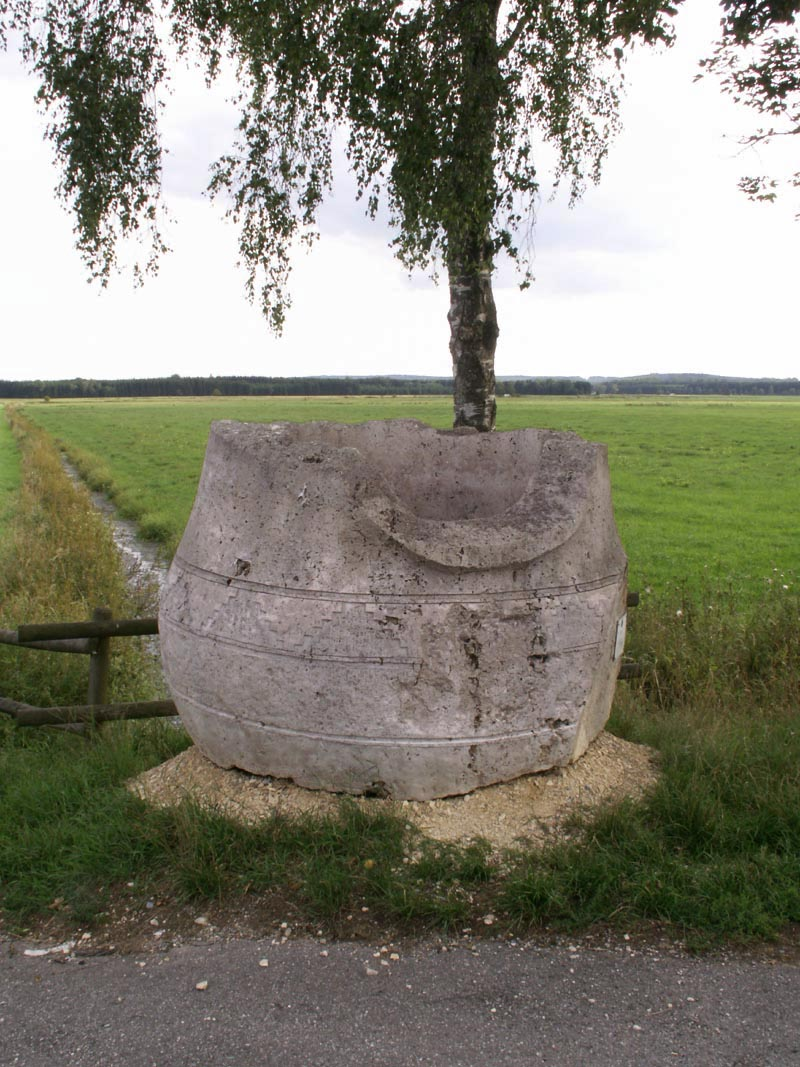
Vasija (2000), Oggelshausen

Irma Ortega Pérez (Mexico, 11 september 1969) is een Mexicaanse beeldhouwster.

## Leven en werk
Ortega Pérez kreeg haar beeldhouwopleiding aan de Escuela Nacional de Artes Plasticas en een postacademische studie aan de Academia San Carlos van de Universidad Nacional Autónoma de México (UNAM) in Mexico-Stad. Zij studeerde, met een beurs, in 2001 aan de Facultad de Bellas Artes van de Universidad Politécnica de Valencia in de Spaanse stad Valencia.
De kunstenares woont en werkt in Valencia.

## Werken (selectie)
- 2000 Vasija, Skulpturenfeld Oggelshausen in Oggelshausen (Duitsland)
- 2002 Terrestrial Formation, International Stone Sculpture Symposium in Kettering (Ohio) (Verenigde Staten)
- 2006 Saver Door, First Dikili International Granite Sculpture Symposium İzmir (Turkije)